# Acremonium pteridii
Acremonium pteridii är en svampart som beskrevs av W. Gams & J.C. Frankland 1971. Acremonium pteridii ingår i släktet Acremonium, ordningen köttkärnsvampar, klassen Sordariomycetes, divisionen sporsäcksvampar och riket svampar.   Inga underarter finns listade i Catalogue of Life.